# 風間閑斎
風間 閑斎（かざま かんさい、享保元年（1716年） - 寛政11年10月29日（1799年11月26日））は、日本の医師、開業医、酒田風間氏宗家第三代当主（三代目 風間彦惣）。号は臥牛山人。

## 略歴
1716年（享保元年）、酒田風間氏宗家・初代：風間彦惣（彦次郎）の次男として出羽国飽海郡（現在の酒田市）に生まれる。
村上風間氏に婿入りし五代目・宮川屋を継ぐ予定だったが、酒田に戻って姉・「はる」の夫である二代目：風間彦惣（彦助）の後を受けて三代目：風間彦惣となる。
晩年になってから家業を長男：仁助（四代目：風間彦惣）に譲り、医学を学んで名前を閑斎と改め、次男の医師・風間東美と共に大工町で開業する。
1799年（寛政11年）、死去。酒田市寿町の安祥寺に墓がある。

## 著書
- 安永3年11月（1774年） - 『傷寒証治準縄』
- 寛政6年11月（1794年） - 『古方区別』

## 親族
- 父：風間彦惣（彦次郎） - 村上風間家三代目、宮川屋二代目、酒田風間氏宗家初代。
- 母：風間? - 青山氏の娘
- 前妻：風間とよ
  - 長男：風間彦惣（仁助） - 酒田風間氏宗家四代目
- 後妻：風間順
  - 次男：風間東美（守膳） - 医師、酒田風間氏分家・東美家初代

## 参考資料
- 『風間家の歴史』 2008年 風間吉也（著）